# Daniela Conti
Daniela Conti (Messina, 19 novembre 1958) è un'attrice italiana che ha avuto un periodo di notorietà fra gli anni ottanta e gli anni novanta.

## Biografia
È conosciuta per aver collaborato con Nino Frassica, col quale è stata sposata dal 1985 al 1993, e da cui si è poi separata. Con l'attore siciliano ha recitato nel 1985 in Il Bi e il Ba, film per il quale ha collaborato, con Maurizio Nichetti e con lo stesso Frassica, anche alla stesura del soggetto e della sceneggiatura. Nel 1988 ha partecipato alla trasmissione Indietro tutta!, nella parte della moglie di Frassica e della concorrente del quiz telefonico.
Con Enrico Oldoini ha poi girato nel 1994 Miracolo italiano. Infine ha partecipato nel 2000 all'episodio Stato di ebbrezza della serie televisiva Don Matteo, al fianco di Terence Hill e dell'ex-marito.

## Filmografia
- Il Bi e il Ba, regia di Maurizio Nichetti (1985)
- Miracolo italiano, regia di Enrico Oldoini (1994)
- Don Matteo – serie TV, episodio 1x12 (2000)